# Colomesus psittacus
Colomesus psittacus är en fiskart som först beskrevs av Bloch och Schneider 1801.  Colomesus psittacus ingår i släktet Colomesus och familjen blåsfiskar. Inga underarter finns listade i Catalogue of Life.